# 一条由香莉
一条由香莉（日语：一条ゆかり，1949年9月17日—），日本漫畫家，本名藤本典子，出身於岡山縣。

## 經歷
就讀玉野市立玉野商業高等學校一年級時投稿到貸本漫畫，以單行本《雨の子ノンちゃん》出道
，1967年以〈雪のセレナーデ〉獲得第1屆Ribon新人漫畫賞準入選。
1968年春天高中畢業，翌年為了連載漫畫上東京，此後在少女漫畫界活躍超過半個世紀，著作等身。
1986年以《有閑俱樂部》榮獲第10屆講談社漫畫賞少女部門賞。
2007年作品《Pride 邁向榮耀之路》榮獲第11屆日本新媒體動漫藝術節漫畫部門優秀賞